# Muhàfadha
La muhàfadha, a voltes també transcrita muhafaza (àrab: محافظة, muḥāfaẓa, en plural محافظات, muḥāfaẓāt), és una divisió administrativa de primer nivell en diversos països àrabs (Bahrein, Egipte, l'Iraq, Jordània, Kuwait, Líban, Líbia, Oman, Palestina, Síria i el Iemen) i de segon nivell a l'Aràbia Saudita.
El terme es pot traduir com a ‘municipalitat’, ‘districte’, ‘departament’, ‘província’, ‘prefectura’ o ‘governació’ —o, erròniament, ‘governadorat’ per influència de l'anglès—, segons els països.
A Algèria i el Marroc, una muhàfadha designa una subdivisió geogràfica d'un organisme administratiu o d'un partit polític.
Deriva del verb àrab حافظ ([ḥāfaẓa] Error: {{Transliteration}}: unrecognized transliteration standard: $1 (ajuda)) que significa ‘conservar’, ‘guardar’, ‘preservar’, ‘protegir’. El cap d'una muhàfadha és un muhàfidh o una muhàfidha, un ‘alcalde’, ‘cap de districte’, ‘governador’ o ‘prefecte’, segons el cas.

## Governacions omuhafadhatals països àrabs
- Governacions de l'Aràbia Saudita (de segon nivell)
- Governacions de l'Autoritat Nacional Palestina
- Governacions de Bahrain
- Governacions d'Egipte
- Governacions del Iemen

- Governacions de l'Iraq
- Governacions de Jordània
- Governacions de Kuwait
- Governacions del Líban
- Governacions de Líbia
- Governacions d'Oman
- Governacions de Síria